# 聖バレンタインデーの虐殺
聖バレンタインデーの虐殺（せいバレンタインデーのぎゃくさつ、英: St. Valentine's Day Massacre）は、1929年2月14日にシカゴで起きたノースサイド・ギャングとサウスサイド・ギャング（後のシカゴ・アウトフィット）との間で起きた抗争事件である。聖バレンタインデーの悲劇、血のバレンタインとも呼ばれる。
犯行はサウスサイド・ギャングのボスであるアル・カポネが指揮していたと言われ、抗争を繰り広げていたバッグズ・モラン率いるノースサイド・ギャングの構成員4人及び一般人3人の計7人が殺害された。この事件は犯人たちがパトカーを使い警官に扮していたこともあり、全米中のマスコミの注目を浴びた。

## 事件概要
モラン率いるノースサイド・ギャングとカポネ率いるサウスサイド・ギャングは血で血を洗う抗争を繰り返しており、モランは頻繁にカポネの命を狙っていた。危機を感じたカポネはモラン一味に密造酒の偽取引を持ち掛けて抹殺すべく、カポネと部下のジャック・"マシンガン"・マクガーンにより計画され、サウスサイド・ギャングと協力関係にあったデトロイトに本拠を構えるパープル・ギャングの協力を得て実行された。
マクガーンは暗殺部隊としてカポネの用心棒フレッド・“キラー”・バーク (Fred Burke)、ジョン・スカリーゼ、アルバート・アンセルミ、ジョゼフ・ロロルド、キューウェル兄弟（パープル・ギャングのメンバー）の6人のチームを編成した。一部資料によると、ヒットマンの中にトニー・アッカルド、サム・ジアンカーナもいたという説もある。
1929年2月14日の午前10時半頃、モランと関係者たちはパープルギャングが強奪したウィスキーを、シカゴ北部のSMC運送会社の倉庫にあるモランの本部に配送することになっていた。モラン組の関係者6人が倉庫に入り、たまたまそこを通りかかった眼鏡屋のラインハルト・シュヴィマーと話をしていると、5人の警察官が倉庫にやってきて全員に壁に並ぶよう命じた。7人は素直に指示に従ったが、実はこの警察官はカポネ側のヒットマンが扮装した偽警察官であり、トンプソン・サブマシンガンとショットガンを取り出して一斉に発砲し彼らを蜂の巣にした。時間はわずか8分ほどで素早く行われた。本物の警察官が現場に駆け付けた時にはフランク・グーゼンバーグのみ生存しており、病院に搬送されたが3時間後に死亡した。
しかし、モランは倉庫に到着するのが数分遅れたため倉庫の前に（偽物の）パトカーが止まっているのを見て警察の手入れを恐れて、連れのマークスとニューベリーの2人とその場を逃げ出し、事なきを得た。
カポネは事件当時はフロリダで事情聴取を受けていた。マクガーン、アンセルミ、スカリーゼは事件後起訴されたが、アリバイを主張して無罪となった。結局、この虐殺の罪では一人も逮捕されなかった。事件後、ノースサイド・ギャングはカポネに対して最早重要な脅威ではなくなり、モランは1957年まで生き永らえた。
この凄惨な事件がマスコミによって大々的に取り上げられると、これまで大衆の人気者だったカポネは一転憎悪の的となり、警察は総力を挙げてカポネ起訴に乗り出すことになる。
ちなみに事件現場の倉庫は1967年に取り壊され、現在は隣接する老人ホームの庭園及び駐車場となっている。

## 被害者
- ピーター・グーゼンバーグ（英語版） - モラン組のヒットマン
- フランク・グーゼンバーグ（英語版） - モラン組のヒットマンでピーターの実弟
- アルバート・カチェレック - 別名：ジェームズ・クラーク。モラン組の副司令官
- アダム・ヘイヤー - モラン組の帳簿係兼ビジネスマネージャー
- ジョニー・メイ - モラン組に雇われた臨時の自動車整備工
- アルバート・ウェインシャンク - クリーニング店の店主。服装や背格好がモランと似ていたため間違われたとの説あり
- ラインハルト・シュヴィマー - 眼鏡屋

## 事件を扱ったテレビ番組
- ドキュメンタリー『失われた世界の謎』シリーズ 第25回『アル・カポネの暗黒の街』（ヒストリーチャンネル）
- 『世界に衝撃を与えた日（The Days That Shook the World）』シリーズ 第27回『OK牧場の決闘と聖バレンタインデーの虐殺』（BBCワールドワイドジャパン）